# Michael Dixon Bhasera
Michael Dixon Bhasera (* 11. November 1949 in Gutu) ist ein simbabwischer Geistlicher und emeritierter römisch-katholischer Bischof von Masvingo.

## Leben
Michael Dixon Bhasera empfing am 19. August 1978 die Priesterweihe.
Papst Johannes Paul II. ernannte ihn am 17. Juni 1991 zum ersten Bischof des mit gleichem Datum errichteten Bistums Gokwe. Der Bischof von Gweru, Francis Xavier Mugadzi, spendete ihm am 19. Oktober  desselben Jahres die Bischofsweihe; Mitkonsekratoren waren Erzbischof Giacinto Berloco, Apostolischer Pro-Nuntius in Simbabwe, und Ignacio Prieto Vega IEME, Bischof von Hwange.
Der Papst ernannte ihn am 9. Februar 1999 zum ersten Bischof des mit gleichem Datum errichteten Bistums Masvingo. Vom 28. April 2012 bis zum 15. Juni 2013 war er während der Sedisvakanz zusätzlich Apostolischer Administrator von Gweru. Am 24. Oktober 2017 ernannte ihn der Papst nach dem Tod Xavier Munyonganis für die Dauer Sedisvakanz, die bis zur Amtseinführung von Rudolf Nyandoro am 24. Oktober 2020 dauerte, erneut zum Apostolischen Administrator von Gweru.
Am 19. Juni 2022 nahm Papst Franziskus seinen vorzeitigen Rücktritt an.